# Kazandere, Başiskele
Kazandere là một xã thuộc huyện Başiskele, tỉnh Kocaeli, Thổ Nhĩ Kỳ. Dân số thời điểm năm 2010 là 133 người.